# Mulknitz
Mulknitz (in basso sorabo Małksa) è una frazione della città tedesca di Forst (Lausitz).

## Storia
Il comune di Mulknitz venne aggregato nel 2003 alla città di Forst (Lausitz).